# Полоз-птиас
Полоз-птиас (Ptyas) — рід змій з родини Вужеві. Має 13 видів. Інша назва «великоокі полози».

## Опис
Загальна довжина представників цього роду досягає 3,6 м. Очі великі, зіниці круглі. Зуби у верхній щелепі розташовані безперервним рядком і збільшуються в розмірах у напрямку назад. Самий задній верхньощелепної зуб сильно загнутий назад. Піднебінні кістки дуже довгі і несуть велику кількість зубів, з яких середні найбільші. Задній кінець піднебінних кісток значно заходить за передній кінець поперечної кістки. Забарвлення жовтувате, оливкове, коричневе з різними відтінками.

## Спосіб життя
Полюбляють місця біля водойм, трав'янисту рослинність, чагарники. Харчуються рибами, гризунами, ящірками.
Це яйцекладні змії. Самиці відкладають до 20 яєць.

## Розповсюдження
Мешкають у південній, південно-східній та східній Азії.

## Види
- Ptyas carinata (Günther, 1858)
- Ptyas dhumnades (Cantor, 1842)[1][2]
- Ptyas dipsas (Schlegel, 1837)
- Ptyas doriae Boulenger, 1888
- Ptyas fusca (Günther, 1858)
- Ptyas herminae (Boettger, 1895)
- Ptyas korros (Schlegel, 1837)
- Ptyas luzonensis (Günther, 1873)
- Ptyas major (Günther, 1858)
- Ptyas mucosa (Linnaeus, 1758)
- Ptyas multicinctus (Roux, 1907)
- Ptyas nigromarginata (Blyth, 1854)
- Ptyas semicarinatus (Hallowell, 1861)